# Ion Popescu-Sibiu

Popescu-Sibiu, um 1969 (Zeichnung von Emanuel Banu)

Ion Popescu-Sibiu (* 1901 in Hermannstadt; † 11. September 1974 in Bukarest) war ein rumänischer Arzt, Mediziner, Psychiater und Psychoanalytiker. In Rumänien gehörte Popescu-Sibiu zu den Mitbegründern der Psychoanalyse nach Sigmund Freud.

## Leben und Beruf
Ion Popescu-Sibiu hatte in Bukarest und Iași Psychologie studiert und war Militärarzt geworden. Er begann Freud zu schreiben, und es entwickelte sich eine Korrespondenz. Beider Briefwechsel gilt jedoch als verschollen.
Im Jahr 1927 veröffentlichte Popescu-Sibiu seine Doktorarbeit an der Universität Alexandru Ioan Cuza Iași über die freudianische Lehre. Fünf Jahre später bekam er für seine zweite vermehrte Ausgabe (1932) von der rumänischen Akademie der Wissenschaften einen Preis. Die Neuauflage umfasste 3.000 Exemplare und beinhaltete in seinem Anhang erstmals ein „medizinisch-psychologisches Fachwörterbuch“ in rumänischer Sprache. Das war zu einer Zeit, da es im Rumänischen kaum mehr als 10 Bücher gab, die den Bereichen Psychologie, Psychotherapie, forensische Medizin und der Traumforschung gewidmet waren. Popescu-Sibius Arbeit wurde in Rumänien zum Standardwerk im Bereich Theorie und Praxis der Psychoanalyse und als wichtigste Informationsquelle über den Freudianismus.
Im Jahr 1935 war er Mitbegründer der „Rumänischen Zeitschrift für Psychoanalyse“ (Revista Română de Psihanaliză).  Auch nahm er an verschiedenen internationalen Kongressen vor dem Krieg teil, darunter dem Psychotherapeuten-Kongress in Paris im Jahr 1937.
Seine Arbeit wurde bis 1947 immer wieder neu aufgelegt, weshalb er in der Zwischenkriegszeit als der Psychoanalytiker in Rumänien angesehen wurde.
Nach 1945 distanzierte sich Popescu-Sibiu vom freudianischen Pansexualismus und wandte sich der Neopsychoanalyse zu. Zusammen mit Constantin Vlad, dem Sonderbeauftragten für Minderheitenprobleme im Zentralkomitee der Kommunistischen Partei Rumäniens, wurde Popescu-Sibiu zu einem offiziell anerkannten Pionier der Psychoanalyse in Rumänien.
Mit Vlad zählte er auch zu den Mitbegründern der rumänischen „Gesellschaft für Psychopathologie und Psychiatrie“.

## Schriften
- Dr. Ion I. Popescu (Sibiu): Doctrina lui Freud (Psihanaliza), Bucureşti 1931. (Rum.)
- Ion Popescu-Sibiu: Geneza socială a ereditati psihologice. (Engl. Social genesis and psychological heredity), in: Buletinul spitalului de boli mintale şi nervoase (Sibiu) 1936, 2, S. 57–60. (Rum.)
- Ion Popescu-Sibiu: Factori sociali in mecanismul isteriei. (Engl. Social factors in the mechanism of hysteria), in: Buletinul Societatea de Psihologie Medicală (Sibiu) 1936, 2, S. 89–93. (Rum.)
- Ion Popescu-Sibiu, T. Stoenescu: Geneza sociala a sugestibilitatii in raport cu infractiunile. (Engl. Social genesis of suggestibility and its relation to delinquency), in: Buletinul Societatea de Psihologie Medicală (Sibiu) 1936, 2, S. 101–106. (Rum.)
- Ion Popescu-Sibiu: Aspectual psihologic si social al psihoterapiei. (Engl. Psychological and sociological aspects of psychotherapy), in: Buletinul Societatea de Psihologie Medicală (Sibiu) 3 (1937), S. 71–75. (Rum.)
- Ion Popescu-Sibiu: Die Notwendigkeit psychotherapeutischer Vorlesungen an den Universitäten. (Engl. The necessity of teaching psychotherapy in universities), in: Buletinul Societatea de Psihologie Medicală (Sibiu) 4 (1937), S. 68–73. (Rum.)
- Ion Popescu-Sibiu: Conceptia psihologica in clinica psihologica (Engl. Psychological concepts in psychological clinics), in: Buletinul Societatea de Psihologie Medicală (Sibiu) 6 (1938), S. 27–32. (Rum.)
- Ion Popescu-Sibiu: Pornografia si patologia literara in cadrul igienei social-mintale. (Engl. Pornography and pathological literature in the light of mental and social hygiene), in: Buletinul Societatea de Psihologie Medicală (Sibiu) 6 (1938), S. 63–68. (Rum.)
- Ion Popescu-Sibiu (Licenţiat in Filosofie și Litere): Conceptia psihanalitica. Expunere și critică, Verlag H. Welther, Sibiu 1947. 509S. (Rum.)
- Ion Popescu-Sibiu (Bucharest): Un cas rare d'inversion sexuelle criminelle (Engl. A rare case of criminal sexual inversion), in: Annales médico-psychologiques (Paris), Nr. 116 (Juli 1958), Vol. 2/2, S. 279–285. (Frz.)
- Ion Popescu-Sibiu: Aspects de l'œuvre scientifique de Nicolas Vaschide (1874–1907) (Engl. Aspects of the Scientific Work of Nicolas Vaschide (1874–1907)), in: Annales médico-psychologiques (Paris), Nr. 121 (November 1963), S. 523–530. (Frz.)
- Ion Popescu-Sibiu: Cercetările medico-psihologice privind psihopatologia expresiei. (Engl. Medico-psychological investigations concerning the psychopathology of expression), in: Neurologia, Psihiatria, Neurochirurgia Nr. 10/6, 1965, S. 515–522. (Rum.)
- Prof. Dr. M. G. Marinescu, Ion Popescu-Sibiu: Wissenschaftliche Beziehungen zu den deutschen Biologen und Histoneurologen, in: Verhandlungen des XX. Internationalen Kongresses für Geschichte der Medizin (Hildesheim) 1968, S. 80–84. (Dt.)
- Victor Sǎhleanu, Ion Popescu-Sibiu: Introducere criticǎ în psihanalizǎ, Dacia-Verlag, Cluj 197. (Rum.)
- Ion Popescu-Sibiu: Zur Entwicklung der Psychoanalyse in Rumänien (Mitteilung), in: Psyche (28/7) 1974, S. 651–654. (Dt.)
- Dr. Ion I. Popescu (Sibiu): Doctrina lui Freud (Psihanaliza). Prefaţă de Prof. Dr. Constantin Ion Parhon, Bucureşti 2007. (Rum.)

## Vorträge / Konferenzen
- Vasile Zamfirescu (Rumänien): Freud und die Psychoanalyse in Rumänien. Vortrag, gehalten anlässlich der Konferenz Psychoanalyse und Psychotherapie in Osteuropa am 9. Juni 2000 im Universitätsklinikum Magdeburg (Sigmund-Freud-Zentrum) (Moderation: Peter Diederichs)